# パワプロクンポケット10
パワプロクンポケット10は、2007年12月6日にコナミデジタルエンタテインメントから発売のニンテンドーDS用のゲームソフトである。パワプロクンポケットシリーズの一作。キャッチコピーは「おもしろい野球ゲームができました!」。

## 概要
パワポケシリーズ本編10作目。大きな特徴はアクション野球が完全3Dになるなど大幅にパワーアップしている点である。さらに、実況パワフルプロ野球シリーズでお馴染みの実況がパワポケシリーズ本編としては初めて搭載され、より臨場感あふれる野球がプレイできるようになった。
実況アナウンサーには、『パワポケ甲子園』『あつまれ!パワプロクンのDS甲子園』で実況を担当した堀江良信が引き続き起用されている。
初心者でも安心な用語辞典、通信対戦でWi-Fiコネクション・DSダウンロードプレイに初めて対応するなど、初心者へのハードルが下げられた一方、上級者でも楽しめる要素が盛り込まれている。カード野球も好評により引き続き搭載されている。
攻略本のインタビューによると、今作は「売れるものを作れ」という至上命令が出たこともあり、「DS版のパワプロ」というコンセプトで開発された。そのため、パッケージデザインもパワプロ風になっているほか、タイトルロゴも「パワプロ」の文字が大きくなっており、先述の通り実況も搭載されている。表サクセスについても、従来の本編に比べると少しパワプロに近いシナリオになっており、彼女を作らずにクリアすると普通の野球物語となる。しかし、特定の彼女と付き合うと今までの『パワプロクンポケット』シリーズのようなブラックネタの物語になる。売り上げ本数は前作より大幅に伸びた。2019年に開催された『パワプロアプリ』ゲーム内イベント「パワプロシリーズ25周年アニバーサリー投票」で投票対象作品に選ばれた。
なお、海外でのみ発売されたDS版『実況パワフルメジャーリーグ3』（『MLB Power Pros 2008』）の野球部分は、本作のシステムに準拠している。一方で海外版『パワメジャ3DS』に搭載された要素（選手実写写真の導入及びパワメジャシリーズのみに存在した能力及び変化球）は『パワポケ11』に逆輸入された。
本作では公式サイト内にある期間限定で投稿できる質問コーナーがあり、投稿期間内であれば何度でも質問内容を自由に書き込んで投稿できた。良い質問や面白い質問は質問コーナー内で紹介され、実際の開発スタッフによって回答された。だが、質問として相応しくない内容や『パワポケ』のようにダークな内容や『パワポケ』に関係のない質問が多く、それらの質問への回答は詳しいことを書かずに省略したり無視したり文句を言ったりする内容が多かった。それでも好評だったので『パワポケ11』の公式サイトでも実施された。

## 10での主な新要素・変更点
アクション野球
- アクション野球で実況が搭載された（前述を参照）。
- アクション野球で選手など全てが完全3Dポリゴンとなった。三振した時などの表情、ボールの回転、ユニフォームなど細部にわたって表現されている。
- 選手の投打のフォームはそれぞれ5種類しかなかったが、3Dポリゴン化により同じフォームでも細かいモーションが追加されて種類が格段に増えた。それに合わせ、それぞれのモーションがナンバリングされている。ただし、はがね投法・一本足打法・振り子打法・神主打法のモーションは1種類のみである。
- 本作のみ、コンピュータの強さの「パワフル」を超えたレベル「ヘル」が追加。
- タッチスクリーン部分の画面表示が変更された。投手と打者の選手名と作動中の特殊能力、ランナーの選手名と走力ランクが表示されるなど情報量が増え利便性が高まった。スピードアップのコマンド表示が一つ減ってしまったが、ボタン連打でも同じようにスピードアップできるようになった。
- 守備シフトがこれまで守備オートの時は自動になっていたが、守備オートでも手動で変更可能になった（投球オート時は従来通り自動のまま）。
- ストライクゾーンが前作より小さくなったほか、変化球の変化量が減少して強く変化しなくなった。

カード野球
- 攻撃時、点数のリードが大きくなるほどスロットに不利な内容が早く追加されるようになった。
- コースが重なっていない時の結果に『凡打』が追加され、三振が出にくくなった（ただし、今作から追加された投手用の特殊能力「球持ち」があれば、三振が取りやすくなる）。
- COMの強さが「弱い」になっている時におすすめのカードが表示されるようになった。
- アクション野球と同様に本作のみ、コンピュータの強さの「パワフル」を超えたレベル「ヘル」が追加。

Wi-Fi対戦及びダウンロード対戦
Wi-Fiコネクションに接続して国内のプレイヤーと対戦できる（友達コードを使えば友人との対戦も可能で、友達コードは最大30人まで登録できる）。
野球はアクション野球のみで、イニングは3イニングと9イニングの2種類が選択可能。ルールは大幅に限定されており（例えばパ・リーグチーム同士と対戦の場合でも指名打者制が採用されていない）、Wi-Fi対戦独自の投球時間やタイム不可のルールが搭載されている。投球と打撃以外はオートである。
Wi-Fi対戦を行うには事前にアレンジチームを作成しないとプレイできない。使用できるチームはアレンジで作ったWi-Fi専用のプロ野球12球団に限定されているが、3人まで今作で作ったサクセス選手と入れ替えることが可能。不適切な選手とオリジナル変化球の名前があると利用できない機能が入っている。
また、カートリッジ1本で対戦できるDSダウンロードプレイにも対応している。
全国ランキング
全国の対戦成績を確認することもできるモード。Wi-Fi対戦での成績を見て、全国のプレイヤーの成績を見ることができる。ランキングは自分用と上位用の2種類ある。表示される人数はそれぞれ最大10人まで表示される。
友達コード
友達コードの登録・削除が出来るモード。友達コードを互いに登録すれば友達同士の対戦が可能。自分のコードを確認したり、名前の変更や主人公以外のキャラクターのアイコンを変更可能。
Wi-Fi設定
Wi-Fiコネクションの設定をするモード。内容は全Wi-Fi対応ソフトと共通。
ダウンロード対戦
DSダウンロードプレイをして野球を対戦するモード。ソフトを持っていないプレイヤーと一緒に1本で対戦ができる。対戦はWi-Fi対戦と同じく、アクション野球のみ。使用できるチームや球場などの制限がなく、通常の通信対戦とほぼ同じように遊べるが、ダウンロードされたプレイヤーは球団とオプション設定が選べず、BGMと実況は流れない。
パワポケ用語辞典
サクセス中や試合中などで球種や特殊能力などをいつでも確認することができるモード。項目はパワポケ用語、基本能力、投手特殊能力、野手特殊能力、球種、野球ルールの6つの項目が選べる。
サクセス
- サクセス開始時の名前入力にタッチスクリーンでの手書き操作が追加されて入力しやすくなり、オプション設定で投法・打法にモーションタイプとアクション野球のかけごえシステムの選択が追加された。また、サクセス中や俺ペナに「セーブして続行する」機能が追加され、セーブ後に再びデータをロードし直さなければならなかった従来の煩雑さが解消された。セーブをせずに電源を切る・リセットするなどした場合に警告画面が表示されるのは従来通りだが、今回はここでCOMの強さを「ふつう」から「よわい」に変更することができ、また裏サクセスでは攻略の情報を聞く事ができる。
- 表サクセスである程度アルバムやプロフィールを埋めた段階で5回リセットすると、セーブデータ消去の警告と共にサクセスの登場人物などに関する会話が行われる。裏サクセスではリセットをするとペナルティを受けるが、裏サクセスのアドバイスがもらえる。

能力
- 変化球の合計レベルが20までになった。
- 変化球の「Sスライダー」が「スラーブ」に変更された（前作Sスライダーの持った投手をパスワードで登録するとスラーブに変化する）。新しいカーブ系の変化球に「ナックルカーブ」が追加された。
- 『パワポケ3』を最後に見ることができなかった実在プロ選手のマイナス特殊能力が表示されるようになった。
- マイナス特殊能力はこれまで×印であったが、△印に変更された（『パワプロ』の「チャンス4」などの5段階表記にあわせるため）。
- ジャイロボールなどの新しい特殊能力が多数追加された。
- 一部を除いたプラス特殊能力が絶不調の時に発動しなくなる要素が追加された。
- ミートカーソルが従来の7段階から15段階に変わって、A〜Gのランクが付くようになった。しつもんコ～ナ～（公式FAQ）によると、「（当時の）パワプロ、プロスピ（プロ野球スピリッツ）シリーズの規格に統一された」と回答している。
- 『パワポケ9』以前の作品（『パワポケ甲子園』『あつまれ!パワプロクンのDS甲子園』含め）で作成した選手のパスワードを入力すると、一部能力が下がったり特殊能力が減ることがある。また、ミートカーソルの数値が「（選手作成当時の数値の倍）－（1 or 能力下方補正値の高い方）」となる。
  - 公式FAQによると、「過去の作品で強い選手を作ってそれがそのまま持ってこれてしまうと、今作で強い選手を作る意欲が薄れるという意見が多かったため」と回答している。

その他
- 選手オーダーが簡易化され、試合開始前に特殊能力を確認できるようになった。また、投手のスタミナ量が常に表示されるようになった。
- ペナント、俺ペナのルールは現実と同様のクライマックスシリーズを導入。
- キャンプモードに走塁練習が追加された。
- 歴代『パワポケ』のサクセスに登場した選手があらかじめ「おためし選手」としてランダムに3人登録されている。パスワード出力も可能である。「おためし選手」は、自分が育成した選手という扱いで、俺ペナ、Wi-Fi対戦にも使用可能。
- モードセレクトの説明表示が追加された。
- 選べるアレンジチームが13チーム→15チームになり、Wi-Fi対戦用のデータが追加。
- 今作からの裏サクセスはポイントを使わず最初から遊べるようになった。

## 収録ミニゲーム
おまけモードで遊べるものは5種類。
- ぞぞぞぞうきん

十字ボタンの下とBボタンを交互に連打してぞうきんがけのタイムを競うミニゲーム。道中には障害物やゴキブリなどもおり、ゴキブリにぶつかればスピードアップし、コインを取ると最高スピードが上がる。障害物などに当たるとスピードダウンしコインが減ってしまう。サクセス中は時間内にゴールすればクリアで、おまけモードはタイムアタックになる。
- ちーぐーぱーどーん!!

じゃんけんに勝った場合はハンマーで攻撃、負けた場合はヘルメットで防御するゲーム。じゃんけんはオートで、プレイヤーはじゃんけんの結果に応じて下画面の3つのアイコンから正しいものを選択する。フェイントとして穴のあいたヘルメットと短いハンマーが紛れている。攻撃時は間違ったアイコンをタッチしても大きなペナルティはない。サクセス中は先に3回攻撃すればクリアで、おまけモードでは負けるまで続けることができる。対戦相手は荷田であるが、サクセス中のみイベントで条件を満たすと疋田と対戦することが出来る。
- 帰ってきた3Dコンコンノック

『2』のコンコンノックを3Dポリゴンでリメイクしたもの。『2』では水木がバットで打ったボールを飛んで来た方向に方向キーを押しながら、Aボタンを押して捕球するシステムで難易度は非常に低かったが、本作では車坂がバットで打ったボールを飛んで来た方向にタッチペンでタッチして捕球するゲームに変更され、難易度が非常に高くなっている。サクセス中は野手テストの際に選択でプレイ可能で全2回行う事となる。
- ぴったりあわせてPカード

同じ3種類のカードを3組そろえるカードゲーム。作中では単に『Pカード』と呼ばれる。おまけモードでは主人公以外のキャラクターを使用することができ、同時に4人まで通信対戦も可能。最初に使えるキャラクターは主人公を含めて4人で、条件を満たしていくことで使用可能キャラは全部で12人となり、各キャラクターによってプレイスタイルや必殺技が違う。同キャラ対戦も可能である。基本的なルールはドンジャラに準じるが、麻雀におけるフリテンが存在する。また、リーチ宣言をしないと他のプレーヤーの捨て札で上がれない。そのため、特定のプレーヤーからの出上がりを狙うことは出来ない。
| 登場人物   | 表サクセス登場作品 | 打ち方         | 必殺技               | 必殺技の効果                                    |
| ---------- | ------------------ | -------------- | -------------------- | ----------------------------------------------- |
| 主人公     | 10                 | 自在           | 心眼（消費40）       | 誰かがリーチになるまで相手の手札をオープン      |
| 小杉優作   | 5                  | ドラ重視       | ドラ倍（消費40）     | ドラがあれば得点が倍になる                      |
| リン       | 8                  | 動物役重視     | 動物倍（消費20）     | 動物役があれば得点が倍になる                    |
| 生瀬ヤスシ | 7、8               | 守備重視       | 捨て札伏せ（消費30） | 捨て札を裏向きにする                            |
| 椿         | 9                  | 得点重視       | 嫌な物倍（消費20）   | 嫌なものがあれば、得点が倍になる                |
| 荷田幸浩   | 10                 | おもちゃ役重視 | マニア引き（消費20） | 山にあれば次順に必ずおもちゃ札を引く            |
| まさこ     | 6裏                | 動物役重視     | 動物引き（消費20）   | 山にあれば次順に必ず動物札を引く                |
| 青葉しげる | 10                 | 守備重視       | 振り防御（消費30）   | 振り込みを防ぐ                                  |
| 原田竜一   | 10                 | 自在           | ラス上がり（消費30） | トップ以外ほるひす札なし リーチ時、最後にあがる |
| 天月五十鈴 | 10                 | 速度重視       | トップ公開（消費40） | トップの手札をオープン                          |
| 神条紫杏   | 10                 | 速度重視       | おもちゃ倍（消費20） | おもちゃ役があれば、得点が倍になる              |
| 大河内先生 | 10                 | 得点重視       | 嫌な物引き（消費20） | 山にあれば次順に必ず嫌なもの札を引く            |

- 射的おみくじ

上画面を移動する的に向かって下画面から射撃するゲーム。獲得点数が高いほど良い運勢となる。下画面でも射撃を妨害する壁が出現するので、常に上下の画面に注意を向ける必要がある。ほるひす人形に命中させると良いアイテムが、イタチ人形に命中させると悪いアイテムが手に入る。おまけモードのメニューには表示されないが、ミニゲームメニューで下画面の左下の隅をタッチすることでプレイできる隠しミニゲームの扱いを受ける。

## 表サクセス 甲子園一直線編
表サクセスは4度目の高校野球編。時系列としては、『パワポケ8』のホッパーズ最後のペナントが始まった3年目の時期と、『パワポケ9』の商店街騒動の時期と、今作の1年目が同じ年である。
従来の高校野球編ではサクセスの開始するターンは1年目9月1週からであったが、今作では1年目4月2週からスタートする。高校3年間が物語の舞台になっているため、従来の1週間で1コマンドという形に戻された。
今回の表サクセスには「ペラ」という通貨があり、主にボランティア活動などで手に入れることが出来る。貯めたペラは購買部での買い物でアイテムを購入したり女の子のデートで使用するなどでゲームを優位に進める事ができる。
今作のクリア・ゲームオーバー条件は、引退するまでに選抜高等学校野球大会か全国高等学校野球選手権大会に行けばクリアになる（イベントの関係上、出場できる大会は2年目の春甲子園と3年目の夏甲子園のみ）、ただし、一度も甲子園出場を達成できなかった場合と野球魂メーターが0になった場合はゲームオーバーになる。魂メーターはイベントやボランティアなどで増減する。ミニゲーム・特定のイベントと評価でのクリア条件は無い。特定の試合に勝つことのみがクリア条件なっている本編作品は『パワポケ6』以来。春の甲子園大会に出場できるのは、今作が本編初めてである。
前作にあったバンザイコマンドが廃止され、新たに野球センスシステムが登場。練習やイベントなどで増減し、貯めたポイントを一定に応じて消費し能力を最大5段階上げることができるが、同時に別の能力が下がる場合もある。『パワポケ8』の勉強コマンドと類似しているが、今回は枝分かれしたルートがなく、複数の直線ルートの中から好きなルートを好きなだけ進めることができ、複数のルートを掛け持ちして進行することも可能。このシステムで上手くいけば強力な選手を簡単に作ることが出来る。好評につき『パワポケ10』とは形式が違うが『パワポケ11』にも出ている。
『パワポケ7』から導入されていたパワポケポイントによる隠し彼女の要素がなくなり、パワポケポイントで購入できるアイテム値段が大幅に安くなっている。ただし、従来通り10ポイント以上持っていないと購入画面が出現しない。
今作の自動セーブは4・10月の2週目。

### あらすじ
小学校から野球を始めた主人公。中学校でも活躍したが強豪校から誘いが来るほどの実績は残せなかった。そんな時、母親から野球部の強い親切高校への入学を勧められ、主人公は意を決し親切高校へ進学する。しかしその高校は休日以外は外出禁止、ボランティア活動の義務化等、厳しい校則が設けられていた。野球部でも厳格な上下関係や実力主義の徹底が掲げられており、寮では強制的に部活の先輩との共同生活を送らなければならないなど、あまりの自由の無さに主人公は面食らう。こうして主人公の親切高校での忘れられない3年間が始まった。
タイトルの通りに一直線に甲子園を目指した場合は、(パワポケシリーズの前日譚でもある)『実況パワフルプロ野球5』など『実況パワフルプロ野球』（パワプロ）シリーズ作品のように野球漬けで3年間が終わる。しかし、特定の女子とつきあう事で、従来の作品のようにシナリオの裏側を垣間見ることもできる。今作では、前作で登場した新勢力「ジャジメント」の暗躍が描かれる。

### 登場人物

#### 親切高校

##### 野球部

###### 主要人物
- 主人公（しゅじんこう）

親切高校野球部員。分数の足し算ができない、マークシート式のテストで一桁得点を取る等、学力は歴代主人公の中で最低ランク。しかし野球のセンスは高いという、文字通りの野球バカ。おまけモードのミニゲーム『Pカード』で最初から使用可能。
基宗の引退後にキャプテンとなり、進め方によっては天道にライバルとして認められる。
- 荷田 幸浩（にだ ゆきひろ）

親切高校に入学してきた今作の相棒。野球は小学1年生から始めている。細かいニキビが特徴。主人公より学力は上で、高校に入学して初めて「頭が良いほうのグループ」に入ったらしい。ナオからは「ニュダ」と呼ばれる事も。
ポジションは主人公が野手の時は投手（右投げ左打ち）、投手の時は捕手（右投げ両打ち）になる。おまけモードのミニゲーム『Pカード』で最初から使用可能。

###### チームメイト
- 越後 竜太郎（えちご りゅうたろう）

主人公と同学年。主人公と同じく学力は非常に低く、野球センスだけは抜群という本当の意味での野球バカ。「越後ゾーン」、「FOOLドライブ」、「零式ドロップ」等、「テニスの王子様」のパロディ発言が多い。名前も同作品の主人公「越前リョーマ」から。口癖は「やれやれだぜ」。『11』では大神ホッパーズに入団して引き続き登場する。初めは右投げ左打ちだが、パワーアップすると右打ちになる。ポジションは外野手で、主にセンターを守っている。
- 官取 孝弘（かんどり たかひろ）

主人公と同学年。実家が金持ちである事をやたらと自慢してくる。しかし本当はものすごく貧乏。兄と弟がいる。後に下位であったが何とかプロ入りし、『11』ではジャジメントナマーズに入団して引き続き登場する。嘘つきなことを除けば親切高校の野球部員の中では常識人。右投げ右打ち。ポジションは二塁手/遊撃手。
- 岩田 重機（いわた じゅうき）

主人公と同学年。常におなかをすかせている大男。もの忘れが激しく学力は主人公や越後と同レベル。右投げ右打ち。ポジションは一塁手/三塁手。
- 田島 将悟（たじま しょうご）

主人公と同学年。クセのあるキャラクターの多い親切高校野球部の中では比較的まともな人物ではあるが若干性格が暗め。練習熱心で、文武両道を目指しておりピアノが得意（その道ではそれなりに有名らしい）。右投げ両打ち。ポジションは投手でリリーフエース。
- 疋田 光司（ひきた こうじ）

主人公の1年後輩。野球センスは良いが、自分勝手で雑用をしようとしない上にケンカになると手が付けられない。しかし一度やると決めたことは熱心にこなす。ポジションは主人公が野手の時は投手（左投げ左打ち）、投手の時は外野手/捕手（右投げ左打ち）。
- 真薄 牡丹（まうす ぼたん）

主人公の2年後輩。『パワポケダッシュ』からの登場。野球センスはあるがモチベーションがない。疋田曰く「かわいい生き物」。中学の時に入っていた野球同好会でいじめにあって心を閉ざしており、パワーアップイベントを起こさないとアルバムでは引きこもりになる。左投げ左打ち。ポジションは外野手。
- 飯占 大介（いいじめ だいすけ）

主人公の2年先輩。野球部キャプテン。暴力的で精神主義だが面倒見が良い先輩。卒業後も野球部に協力している。右投げ右打ち。ポジションは二塁手/遊撃手。
- 基宗 典弘（きそう のりひろ）

主人公の1年先輩。飯占の引退後キャプテンとなる。学業の成績が良く、練習にも独自に開発した数々の理論を取り入れ主人公に勧めてくる。右投げ右打ち。ポジションは遊撃手。
- 北乃 政男（きたの まさお）

主人公の1年先輩。実家が金持ちで、性格は非常に我儘で粗暴。パワーアップイベントを起こしていると、引退後にアメリカのプロへ目指すのだが、再登場した際は面影が無くなるほどの顔の整形を行い主人公と荷田をどこかに連れ去ろうとしていた。右投げ右打ち。ポジションは三塁手/一塁手。

##### 彼女候補
本作の彼女候補6+1名は全員主人公が所属する学校の生徒で同級生。
- 芳槻 さら（よしづき さら）

極度の人見知りであり、友達があまりいないこと以外は普通の女の子。陸上部に所属。屋上でいつも暗い顔をしている。名前は基本的に平仮名表記だが、グッドエンドを見ると漢字表記がわかる。
過去にあった境遇から姉の事を強く拒絶しており、それが原因で他人を信じることができないでいる。友達はほとんどいない。修学旅行にも参加しないという将来が心配な面もある。姉に対しては今も強い恨みを持っており、普段のおとなしさからは想像もできないように刺々しく接する。しかし、姉から昔もらったリボンを今でも身に付けている事から、心の奥底では姉の事を想っている事が読み取れる。
彼女候補のなかでは攻略が比較的簡単だが、バッドエンドはパワポケシリーズでも特に悲劇的である。
野手なら「闘気」、投手なら「鉄腕」をもらえる。
- 高科 奈桜（たかしな なお）

2年からクラスメイト。特ダネが好き。いろんな場所に出没する。陸上部だが、サボり倒している。学力は主人公や越後より少しマシな程度。攻略時ランダムイベントが多いため、結構難しい。一部のイベントにはメタルギアシリーズのパロディ要素が含まれている。
実はさらとは双子の姉妹で、奈桜の方が姉。彼女の事を心配しており仲良くしたいと思っているが、真実を知らないさらからは強く拒絶されている。拒絶の理由が奈桜にあることを奈桜自身も自覚している一方で、拒絶されているという事実に今も苦しんでいる。
三つの結末が存在し、どの結末を迎えるかは試合の結果によって分岐する。
野手なら「奪力」、投手なら「剛球」がもらえる。
- 天月 五十鈴（あまつき いすず）

2年からクラスメイト。陸上部に所属している。学年の上位に入るほどの成績優秀。一人でいることが多い。修学旅行の際『Pカード』に参加することがある。「ダッシュ」に登場した南雲瑠璃花の幼馴染。奈桜にはすずちんという愛称で呼ばれているが、本人は不服の様子。攻略方法が複雑で野球魂が必須。さらに手順を間違えると攻略失敗になってしまうので、彼女候補の中で攻略が最も難しい。
超特殊能力は野手なら「神速」、投手なら「絶倫」をもらえる。途中のイベントで好感度が一定以上あればもらえるが、夏の甲子園で優勝できないとなくなってしまう。
- 神条 紫杏（しんじょう しあん）

2年からのクラスメイト。監督生で、2年生の時は生徒自治会長を務めた。成績は中の上。尊大な口調で話す。女子寮の監視もしている。修学旅行の際『Pカード』に参加することがある。作中ではしばしば、哲学的な事を語り掛けてきたりする。幼少時、桃の木の精（「ダッシュ」に登場したモモコ）に会おうとして一日中待った思い出がある。
一人称は普段は「私」だが、慌てた時などは「あたし」になったりする。彼女は他人の期待する自分を完璧に演じる才能を持っており、普段の傲慢で過激な性格も本当は何をやっても実力では一番になれない小心者である紫杏が生み出した、皆に注目して欲しい、認めて欲しいという欲求から演じた「架空の人格」に過ぎない。しかし、その事を告白した小心者の「あたし」の人格も本来の人格ではなく、架空の人格であるとプロフィールには書かれている。
野手なら「豪力」、投手なら「呪縛」がもらえる。
シナリオの裏側を知るためのに不可欠な存在であり、シリーズ全体の鍵を握る重要人物でもある。
2019年に開催された『実況パワフルプロ野球アプリ』イベント「パワプロシリーズ25周年アニバーサリー投票」で1位になるなど人気が高く、イベントキャラクター（使用キャラクター）で出演。その後の2020年4月に紫杏イベントキャラクター配信に記念してパワプロクンポケット名義初のコンボベントも開催。
- 大江 和那（おおえ かずな）

2年からのクラスメイト。背が非常に高く握力も強いがかなりの童顔。関西弁を話す。生まれた時から既に大きかった為、両親に嫌われて祖父に引き取られた。バスケ部所属で、男が苦手。自治会長の紫杏とは友達で、彼女自身も自治会に所属している。槍を用いたイバラキ流古武術の短槍術の使い手であり、彼女のルートでは森で鍛錬をしていた最中に主人公に出会う。
後に桧垣のしあわせ草エキスの実験台に志願し、「自分と自分の周囲に働く重力の方向を変える」という能力を手に入れる。この能力に目を付けたジャジメントから戦闘員となる事を強要され、訓練や任務を受ける事になってしまう。
結末は二つあるが、いずれの結末においても主人公を巻き込まないために全く事情を説明しないまま別れを告げることになる。
野手なら「緊縛」、投手なら「気迫」がもらえる。
実は「大江 和那」というのは通名であり、グッドエンドを見た後に見られるプロフィールを見ると本名を知ることができる。
本名や人物設定の元ネタは平安時代に大江山を本拠に京都を荒らし回ったとされる「鬼」の1人・茨木童子から。
- 三橋 妙子（みはし たえこ）

主人公の練習を見に来る女の子のうち、髪が茶色い方。後述の春田蘭の付き添いで見に来ている。野球は見たい番組が見られなくなるため嫌い。芯がしっかりしているように見えるが、けっこう他人に影響されやすい。奈桜にタエタエという愛称で呼ばれている。
主人公が蘭にふられたあと、主人公に「勉強できないと、プロ野球も入れてくれないわよ」と言って主人公に勉強を教えてくれる。
甲子園に出場すると「野球超人伝」が入手出来る。
彼女にするにはまず蘭を攻略しなければならないが、デートすることができる以降から連続イベントが存在しない（当時のパワプロシリーズのサクセスモードとほぼ同じ仕様）ため、攻略はかなり楽な部類に入る。
甲子園の優勝か否かエンディングは2個に分かれる。
- 春田 蘭（はるた らん）

主人公の練習を見に来る女の子のうち、髪が黒い方。一目惚れをした主人公に熱烈なラブコールを送るが、もはやストーカーそのもの。
アルバムは存在するが、超特殊能力が貰えない。『3』以降では初。
始めから好感度が高く設定されているが、付き合う事を選択すると好感度が下がっていって最終的には別れる事になる。逆に付き合わない事を選択すると主人公に激しく付きまとってくる。アルバムを見る為には付き合わない事が正解で、クリアまでに主人公に彼女がいるかいないかでアルバムは2個に分かれる。

##### 親切高校教師・管理者
- 山県 剛司郎（やまがた ごうしろう）

親切高校理事長。英国のパブリックスクールを基に親切高校を作った。自分ではパブリックスクールにいったと思っているが本当は厳しい軍隊経験で記憶が混乱しパブリックスクールに行ったと思い込んでいる。
- 元田 夢二（もとだ ゆめじ）

親切高校校長。温厚で親しみやすい反面、頑固で保守的。
- 大河内 将門（おおこうち まさかど）

主人公の担任。体育系。卒業近くには彼のもとに多くの生徒が集まってお礼参りに来るが、本人はそれを好意と受け止めている。おまけモードのミニゲーム『Pカード』で条件を満たすと使用可能。
- 車坂 総志（くるまざか そうじ）

親切高校の野球部の監督。野球に対しての熱意がありすぎて、指導が少々いきすぎてしまうこともある。花丸高校のOB（当時のポジションは遊撃手）であり、花丸高校を甲子園に導いた佐和田監督のことを尊敬している。老けて見えるが、これは辛い生活をしている事が原因で鉄砂高校の監督であるようこ先生より若い。
- 梅木 悟（うめき さとる）

野球部の寮の寮長。世話好き。龍神様の信者。気に入らないことがあると性格が変わる。妻がいたが、現在は離婚している。
仲間・ライバル・彼女候補以外で唯一アルバムが存在し、アルバム登録条件を満たすとマッスル系の親父になる。
- 善 律仙（ぜん りつせん）

生物教師。おでこのマークが特徴的。汗かき。「〜でシ」が口癖。若い頃少森寺に入門していた。そして、修行の甲斐あって少森寺の最後の試練とも言える「少森寺八連闘」の参加資格を得たが、その前日の夜になって闘いが怖くなって逃げ出した。その後山を降りてたどり着いた先が親切高校であり、そのまま教師として過ごすことになった。ただし、山を降りた現在でも少森寺のことを時々思い出すらしく、修行は欠かさずやっているらしい。かつての先生であった双利一を尊敬している。しゃべりだすと止まらない性格らしく、ついうっかり口が滑ってしまうこともしばしば。さらに、それを指摘されると思考停止状態に陥ってしまう。
- 木下 美知恵 (きのした みちえ)

本作のおばちゃん。食堂で勤務している。腹を空かせた主人公のために料理を作ってくれたりする。
- 桧垣 東児（ひがき とうじ）

保健室の変人名物教師。だがそれは表向きで正体はジャジメントの研究者。しあわせ草のエキスが入った薬品の研究をしている。今は左遷されて保健室の教師をしているが、追放後に彼の研究の成果が出てくる。展開で別人のような性格に変貌する事も。ジャジメントの研究者だが、根っからの悪党ではない。
- 陸手 舞耶 (りくて まいや)

女子寮の管理をしている教師。彼女候補ではないのだが、女子寮を何度も訪れると「攻略」したことになり、野球凡人伝をもらうことになる。

##### 生徒
- 青葉 しげる（あおば）

クラスメイト。高校のペラのシステムを利用していろいろな事業を展開し、多くのペラを集めている。主人公をぴったり合わせてPカードに誘う。おまけモードのミニゲーム『Pカード』で最初から使用可能。
- 原田 竜一（はらだ りゅういち）

ぴったり合わせてPカードの参加者。設定上は一番強い。コイントスなど、賭け事を主人公に持ちかけることも多い。おまけモードのミニゲーム『Pカード』で最初から使用可能。同級生らしいが、どう見ても年上にしか見えない老け顔。
彼とのイベントを進めるとPカードでサシウマ対決を挑むことができ、主人公に負けると失踪する。
- 桜井 いつき（さくらい）

高科家のお隣さんで、奈桜の一つ後輩。奈桜とさらに関連したイベントに登場（さら攻略時は1度しか出てこなかったが、奈桜攻略時では何度も出てくる）。二人に近づく主人公を敵視していたが、奈桜を攻略していれば、主人公を見直したというシーンもある。主人公に攻撃を仕掛けようとすると、見つかり毎回二人からキツイおしおきを喰らう。彼女候補ではない。
- 浜野 朱里（はまの あかり）

2年からクラスメイト。男嫌い。自治会に所属しており、紫杏とは友達だが、和那とはあまり仲がよくない。一人オカリナを吹くのが趣味。
実は非常に高い身体能力を持つジャジメント製のサイボーグで、紫杏に付き従う傍ら、親切高校の実態に近づこうとする人間の排除、ジャジメントの日本国内での破壊工作などに従事していた。眼鏡は伊達であり、相手に表情を読まれないようにするためかけている。紫杏に従っていたのも最初はあくまで任務としてだが、やがて彼女のカリスマに本気で心酔するようになっていった。
ルートによって立ち位置が変化し、紫杏ルートでは紫杏に近づく主人公を排除しようとするが、和那ルートでは和那を戦闘員として仕立て上げるものの、和那と交流を深めジャジメントを裏切る。
- 水沢（みずさわ）

和那の友人でルームメイト。バスケットボール部に所属している。彼氏がいるらしい。
桧垣の新薬により超能力に目覚めるが、その能力が「自分を破壊する」類の能力だったため爆死した。

#### ライバル・他校関係者
- 天道 翔馬（てんどう しょうま）

主人公と同学年で、星英高校のエースで4番。肩に爆弾を抱えている。主人公を含めた大勢の選手にライバル意識を持たれているが、本人は気にしていない。野球に対する情熱は人一倍。自分を負かした主人公をライバルと認めるルートでは今までよりさらに本気で野球に命を賭けるようになるが、その影響でファンが途轍もなく減る事になる。その際には髪を刈って人が変わったようになり、その際は目つきが時折狂気じみたものとなり、言動も闘争心に満ち溢れるものとなっている。また、名前も「新・天道 翔馬」となっている。典型的な直球型投手で変化球は並以下。投手だが、野手能力も非常に高い。後にプロ入りし、『パワポケ11』で大神ホッパーズの投手として再登場するも、学生時代の無理により、実力は数段落ちた。
- 御室 若菜（みむろ わかな）

星英高校のマネージャー。天道が野球に専念できるようにとの羽生の指示により、天道とは一応付き合っていることになっている。
- 羽生 亮一（はぶ りょういち）

星英高校の監督。天道の肩を心配している。監督としての能力は高くないとプロフィールに書かれており、実際作中の星英高校は地区大会に優勝できても甲子園では優勝できないでいる。
- 岡田 威蔵（おかだ いぞう）

夏の甲子園大会決勝戦で戦う天下無双学園最強打者で4番（実力は同チームの5番打者である近藤の方が上という人も多い）。夏の大会で打率6割ホームラン24本を量産する怪物。天道翔馬が原因で野球を苦痛に思っているという。展開によっては主人公と知り合いになり、主人公に勝ったら自分の腕を折り野球を即辞めるとまでの歪んだ根性で主人公に挑む。敗北後は、「結局お前は野球が好きなんだ」と主人公に諭され、その後のアルバムでは好き嫌いを超えた真理を野球に見出した模様。
名前は岡田以蔵から。天下無双学園のチームメイトも剣の達人の名前から取られている。荷田曰く「連続殺人犯みたいなやつ」。実は主人公より一歳年下なため、主人公の代のドラフトには現れなかった。非常に巨大な人物に見えるが、これは威圧感のせいで大きいと見えるだけらしく、身長は181センチで後述の大江和那より低い。『パワポケ11』以降は同校に所属する沖田、坂本と共にデビルスターズに所属される。しかし坂本と沖田だけ弱体化している。
- ようこ

鉄砂高校の監督で『1』で登場した極亜久高校の元監督「沢井ようこ」と同一人物。極亜久高校を辞めて以来、優秀な監督に成長した。ノックが非常に上手。現在は結婚して子供もおり、苗字も変わっているとの事。その為に苗字が不明な為にプロフィールと公式攻略本では「ようこ先生」と表記される。2年目夏の地区大会において奇策で親切高校を降し、3年目夏の地区大会の2戦目で戦うことになる。
- 佐藤 正（さとう ただし）

平面高校のエース。顔が平べったい。個々の選手の能力はサクセス中で弱い部類に入る。
- 桜庭（さくらば）

栽培高校のエース。性格はマイペース。彼曰く、親切高校野球部は名前の割に殺伐としているとのこと。チームメイトの名には植物に関連した漢字が一字入っている。
- タクシー高校（タクシーこうこう）

タクシー関連の就職率が高い高校。部員は外見が全員同じである。俊足の選手が多い。なお部員の名前は実在するタクシー会社のパロディが多い。
- 聖（ひじり）

春の甲子園大会一回戦で戦う裁判高校のキャプテン。西洋の裁判官のような顔をしている。チームメイトにも裁判に関連した名が多い。打撃力が売りである。
裁判高校の野球部員は学校の知名度を上げるために使われているらしく、荷田曰く「頭がよさそうには見えない」。
- 赤坂 将史（あかさか まさし）

春の甲子園大会二回戦で戦う大安高校のエース。『4』に登場した大安高校の元キャプテンの捕手、赤坂洋一（デビルスターズの常連）の従兄弟。スピードは速くは無いが、抜群のスタミナと制球力を兼ね揃え、キレのある変化球を持ち味とした手強い投手。
- 真賀津（まがつ）

大安高校の監督。『4』に登場した大安高校の元選手。関西弁を喋る。『4』の頃と違いマイペースでやる気が無く赤坂に呆れられる。しかし根は良き教師で、自分が指導する部員は大事にしている。
- 統道（とうどう）

春の甲子園大会決勝戦で戦う超最強（グレイテスト）学園の4番。『パワポケ4』に登場した統道の弟。姿はほとんど兄と同じだが、兄より数倍顔がでかい（皇曰く、息をするとベンチの酸素が無くなるとのこと）。語尾に「ゴワス」を付けて喋るが、実は兄を意識して無理してつけている様子。兄と比べると性格はまとも。兄よりパワーはあるが、総合力では兄より劣る。『パワポケ11』以降はデビルスターズに所属される。
- 皇 帝（すめら みかど）[注 4]

超最強学園の監督。『パワポケ4』では超最強学園のキャプテンだった。試合に負けると「野球のルールがおかしいんだ!」などと言い出す負けず嫌いな所は変わっていない。
- 佐藤 純一（さとう じゅんいち）

名前は公式Q＆Aより。鉄砂高校のエースで『パワポケ1』に登場した極亜久高校野球部の元選手の佐藤勇太の子供。最速100キロのストレートとスローカーブ、パームが持ち味。また、多種多様な特殊能力を持つ。スタッフによると、天道と比べてスピードの差があるのはユーザーに対するいじめらしい。打球はかなり飛びにくく、なかなかの強敵。
- 来世（らいせ）

夏の甲子園大会一回戦で戦うオリエント高校のキャプテン。奇妙な顔をしている。荷田には外国人と間違われた。ポジションはピッチャーで6種類の多彩な変化球が特徴。野手能力も高く(特にミートカーソル)、打順は3番である。なおオリエント高校は『パワポケ7』の甲子園でも登場している。
- スクール学園高校学院の人（スクールがくえんこうこうがくいんのひと）

夏の甲子園大会二回戦の相手。『パワポケ4』に登場した「スクール学園高校」がさらに名前を変更。実写に近い風体をしている。デフォルメキャラである主人公たちから見ると非常に不自然な存在に見えるらしい。

#### ジャジメント
- ゴルトマン・シャムール

北米資本の集合体ジャジメント会長。『9』プロフィールで「冷徹で計算高い男だが、法を犯すようなことは好まない。」と紹介されたが、本作で親切高校で暗躍している本作の黒幕だと判明。老境に達しているが、その人間を見抜く目と判断力には些かのぶれが無い。戦時中は収容所で過酷な体験をした。大神グループの台頭により、闇の資本勢力との均衡が崩れ、世界各地で大神グループとジャジメントグループの抗争が激しくなっており、このとき紫杏と接触を果たす。紫杏の心理テストの答え方から彼女を優秀と評価し、大神グループとの抗争を10年先までの事を考え彼女を確保しようとする。
ルッカの発言やプロフィールの文章から、本来処分されるはずだった浜野朱里を気まぐれながらも助けた人物である事が分かっている。また『9』でキングコブラーズがブギウギビクトリーズに敗北した際や浜野朱里がトーナメントで優勝した際に大いに喜んだとの記述がある。
- ルッカ

ゴルトマンの秘書。大神グループを敵対視している。全寮制の親切高校を隠れ蓑に生徒達を実験台にした新薬の実験及びその副産物である超能力者のスカウトを桧垣の報告を元に行っている。またこれと平行して日本国内の大神勢力への武力攻撃も指揮している。
『9』ではゴルトマン共々日本視察に来ただけだった為に顔見せ程度の登場だった事からまともな人物のように描写されたが、本作で本性がレイシストで他人を見下す傲慢な性格だと判明。脅迫まがいの手段で和那を戦闘員に仕立てたり、父の汚職をネタに紫杏をアメリカに連れ去ろうとしたりと、有無を言わさぬ非情な振る舞いが目立つ。またレイシスト故にジャジメント離脱した朱里に対し「東洋のメスザルの分際で」という発言も見られた。
自らもサイボーグとしての改造手術を受けており、彼女自身は最新鋭の第4世代サイボーグ。その為個人としての戦闘能力も非常に高いのだが、予想を超えた和那の超能力の前に撤退を余儀なくされた。また、彼女に備わった傲慢な性格も自分自身が第4世代サイボーグであるという過剰なプライドから来ている。
リセット座談会では進行役を桧垣と共に努めている。

#### 校外
- 徳雄（とくお）

主人公の父親。株価のチェックを日課のごとく行っているが、肝心の株は面倒だから購入していない模様。
- 久子（ひさこ）

主人公の母親。スーパーまる生で働いている。
- 杜田 研一（もりた けんいち）

親切高校の校外をパトロールしている警官。親切高校を誇りに思っている。なお、以前のシリーズに登場した森田と守田とは従兄弟。
- 武内 ミーナ（たけうち ミーナ）

大谷記者を尊敬する謎の記者。ジャーナリストとしては超一流で、世界各地で数々の有名スクープをモノにしている。格闘技など、職業柄必要な最低限の各種技能は身につけているが、サイボーグや超能力者相手には無力。親切高校出身の行方不明者と、それに付随する親切高校の謎を調査しており、現地の人間である主人公から内部の情報を聞き出してくる。情報の見返りに、旧支配者（#作中用語参照）などの詳細、大江和那や車坂総志の過去などの情報をひとつだけ教えてもらえる。
- 佐和田 勝（さわだ まさる）

元花丸高校監督。現在はブギウギ商店街のビクトリーズの監督。車坂監督が尊敬する人物。本人は監督としての名声が上がるほど無欲になっている。エンディングでは、親切高校をクビになった車坂の紹介先を探してあげている。
- アルベルト・安生・アズナブル（アルベルト・あんじょう・アズナブル）

シリーズ皆勤の迷惑な外国人。あいかわらず練習中に突然現れて、野球の指導を勝手にしてくる。今回も骨折する。
- 荒井三兄弟（あらいさんきょうだい） / 荒井 金男（あらい かねお）、荒井 銀次（あらい ぎんじ）、荒井 晴男（あらい ぱるお）

シリーズ恒例の三兄弟。主人公が監督のお使いに行く途中に出会う。今回は邪魔などはせず、親切にしてくれる。また、ようこ先生のことを現在も好きでいる様子。
- 晴川 夏海（はるかわ なつみ）

『ダッシュ』に登場した元ガンバーズの女性選手。真薄の友人で、展開によっては甲子園の応援に来てくれる。野球をやめて、現在はテニスをしている。
現在は真薄と羽柴に女性と知られている。
- 羽柴 秀虫（はしば ひでむし）

『ダッシュ』に登場した元ガンバーズの選手。真薄の友人で、展開によっては甲子園の応援に来てくれる。野球をやめて、現在は学問の道を進んでいる。
- スメル

本作のマスコットキャラクターの1匹。親切高校の寮で飼われている犬。常に笑い尚且つ常に臭い。「スマイル（smile）」と「スメル（smell）」を飯占が間違えたのが名前の由来。
- ドーベルマン

本作のマスコットキャラクターの1匹。親切高校内の森をパトロールしている番犬で複数いる。和那を「悪魔」と呼んでいる。
- 田西 幹夫（たにし みきお）

プロフィールと公式攻略本では「田西君」と表記。『7』『8』『9』と登場しているマニア。何かと周囲に迷惑をかけているため、マニアの中ではかなり悪質な存在。
- 大谷 健（おおたに たけし）

『1』からたびたび登場している記者。『3』『5』『6』にも登場し続けていたが、かつてはプロペラ団をスッパ抜き、その後も多くのスクープをモノにしていた頃の面影はもはや無く、すっかり身も心も彼の周囲までもボロボロになってしまい、穏やかな生活を求めて当たり障りの無い報道をしながら暮らしている。だが心の底でかつての志はくすぶり続けていたようで、かつての己と志を同じくする武内ミーナに自分が得てきた物を受け継がせるが、ミーナ共々親切高校を調べようとした際に青サングラスと青ビジネススーツ姿のジャジメント工作員にその場で襲撃され、ミーナを庇って銃弾を受ける。そして彼女に自らの願いを託した。
詳しい生死は不明だが、プロフィールで「今回で表サクセスからはリタイヤ。」と表記された。
- 官取 りゅう太（かんどり りゅうた）

官取の弟。兄の様子を見に親切高校の敷地内に侵入するが、それが切っ掛けで官取が嘘をついていたことがばれてしまう。顔は兄そっくりで兄と違い性格はまとも。
- 『パワポケダッシュ』の主人公（『パワポケダッシュ』のしゅじんこう）

真薄のアルバムで登場。1年目の夏で甲子園に出場出来なかった模様。

### 作中用語
ジャジメント
『9』で登場した「ジャジメントスーパー」の母体である北米資本の集合体。会長はゴルトマン・シャムール。
表向きには世界的な大企業だったが、正体が新興勢力である大神グループ同様にサイボーグあるいはアンドロイドと超能力者を保有する私兵組織。
世界総資産の12%を保有するという空前の規模と資金力を有しており、旧支配者グループでも最大の勢力を有するが、サイボーグとアンドロイドの技術力は大神の後塵を拝しており、全ての技術は大神から盗用したもの。
旧支配者
前述の北米資本ジャジメントと、地中海資本カエサリオン、中華系資本九百龍3つの資本グループの総称。
古くからの経済の支配者であり、新興勢力であるロシア系資本家と繋がりを持つ日系資本大神グループ、アラブ・南米・東南アジアの資本同盟アジムと対抗するため共同戦線を張る。
親切高校
本作の舞台である全寮制高校。ジャジメントが（ジャジメントスーパーとして）スポンサーについている。
親切高校の理事長である山県剛司郎が英国のパブリックスクール（ただし前述の本人の経緯から、実際には旧日本軍の新兵教育要素）を基に作ったものであり、前述のような休日以外は外出禁止、ボランティア活動の義務化等、厳しい校則が設けられていた。なお、当初に男女の校舎が別という実質的な男女別学制だが、文部科学省からの苦情により主人公入学の2年目から男女共学制を変更した。
その裏側はジャジメントの実験場の一つであり。しあわせ草のエキスなど、様々な人体実験を行っていた。人体実験による死亡か行方不明になった生徒が何人もいたが、ジャジメントの裏工作により、家族への記憶操作などでそれは隠蔽され、生徒たちには学校を辞めたとされた。
携帯電話の電波すら届かない地域にあり、また警備員やドーベルマンなど侵入・脱走防止手段も用意されたため、外部から親切高校に関する情報の入手が非常に困難らしい。
なお、「ペラ」（疑似通貨）と「しあわせ草」など本作中に使用したアイテムは、パワポケ6のしあわせ島編との共通したものが多い。

## 裏サクセス 装甲車バトルディッガー編
シリーズでお馴染みの今回の裏サクセスはローグライクとRPGが合体したゲーム。
本作から裏サクセスは今までと違い最初から遊べるようになっている。一度死亡した仲間は復活させることができず、次回作とは異なってストーリーの進行上により全員を仲間にすることは出来ない。
ストーリーは2章構成になっており、第1章は与えられた50日間で仲間を集め、3つの遺跡内にある宝を敵を倒しつつ見つけることが目的。目的ではあるが集まらなくても50日を迎えた時に現れるボスを倒せばクリアである。
第2章から選手の作成が可能になり、遺跡内にある野球人形の体のパーツを見つけて、選手工房で組み合わせて選手を作ることができる。こちらは日数制限がなく、データを消さない限り永遠に遊ぶことができる。
「遺跡内で燃料の補給アイテムがなくなった状態で燃料が0になる」「バトルディッガーの耐久度が0になる」「主人公が死亡する」のいずれかでゲームオーバーになるが、ゲームオーバーになってもペナルティを受ける代わりにセーブした所から何回でもやり直すことができる。ただし、やり直せる状況ではなくなった場合は諦めてデータを消して最初からやり直すしかない。
- 第1章のペナルティは「ペラが減る」「装備品以外のアイテムがランダムで無くなる」のどちらか。
- 第2章のペナルティは「パーティーに加えている仲間が1人使えなくなる」及び一定以上のペラを持っていれば「ペラが減る」。

ゲームスタート時に加担する勢力の中から『レッドドラゴン』『ブラックタイガー』『ホワイトベア』のいずれかを選ぶことができ、選んだ勢力によって仲間になるキャラ・ダンジョンの入る順番・ストーリー・イベントの4つが変化して第1章のシナリオが変わるようになる。第2章からはどの加担する勢力を選んでも共通の内容になっている。
選手の完成は上で述べたように、第2章で拾った頭・胴体・右手・左手・右足・左足の6つの体のパーツを集めて選手工房のモードで作る。手に入れたパーツはセーブデータに関係なく共有されているので、自由に使うことが出来る。各パーツの能力は入手できる階などによって違い、階が小さいと能力の弱いパーツが見つかりやすく、階が大きかったりスキルの幸運のレベルが高いと能力の高いパーツを見つけやすくなる。なお、特殊能力の□の空はランダムで階や幸運に関係なく変化はしない。
- 基本能力パーツは投手用と野手用の2種類があり、それぞれのパーツの能力値を合計して選手の能力が決定される。
- 特殊能力のパーツが投手用と野手用と共通の3種類あり、各体パーツにある□の空は特殊能力を装備できるものになっており、□がある分だけ特殊能力を装着させることができ、□以外に（?）の種類があり、選手を完成した後にランダムに特殊能力が装着される（マイナス特殊能力がつく場合もある）。

ダンジョン内部はバトルディッガーで進むだけでなく、降りて徒歩移動もできる。降りると戦闘能力が落ちてしまうが、徒歩でないと通過不可能な狭い通路も存在するが、徒歩移動中はダンジョン内にいる敵だけでなく見えない敵が現れ突然戦闘が始まる場合もある。なお降車中は次のフロアに進む事ができない。
自動セーブはダンジョンに入った時に行われる。ダンジョン内での中断セーブデータはゲームを再開すると消えてしまうため、遺跡内でリセット、ゲームオーバーの場合はダンジョンに入る前から始まる。
このシステム面とストーリー面と選手育成面などは後の作品に続くようになる。
なお、本作のEDで主人公が「キングダム王国の話を聞いて育った」という趣旨の発言をしている事やハガネが『4』裏サクセス『RPG風ファンタジー編』のオオガミの発言を真似ている事から『装甲車バトルディッガー編』のフィクション世界が『RPG風ファンタジー編』の未来のフィクション世界だと判明した。

### あらすじ
大陸に散らばる数々の遺跡。今は亡き古代の文明が眠る場所。中では財宝とともに多くの怪物が待ち構える。かつては勇者と呼ばれるものたちが剣、槍を片手に遺跡に挑戦、僅かばかりの財宝を手に入れていた。
時代は進み、剣は銃と変わる。大砲を乗せる乗り物も現れる。遺跡を巡る争いも発生する。
そんな中重武装の乗り物で怪物、ライバルと戦い古代の遺品を集めるプロがいた。人々は乗物を「バトルディッガー」あるいは「モグラ」と、それに乗って冒険する者達を「モグラ乗り」と呼んだ。これは、そんなモグラ乗りの物語である。
主人公たちは、遺跡目的で3つの未探検の遺跡がある「チャンバの街」へとやってきた。しかしその街は、3つの勢力がそれぞれ遺跡を所有するという有様。遺跡探索のために、1つの勢力に加入する事になる。

### 登場人物
プロフィールと公式攻略本では「名前＋肩書き」で表記される人物がいるが、本項では名前だけ表記。登場人物の名前か登場人物の名前の括弧書きの振仮名後の括弧書きの名前が表サクセスでの人物名で括弧書きの数字と文字は表サクセス（『6裏』＝『6』裏サクセス「謎のしあわせ島編」。『ダッシュ』＝『ダッシュ』表サクセス「親父ボール編」。『9ミニ』＝『9』ミニサクセス「少森寺編」含み）の世界の登場作品。表サクセスの人物名と作品名の数字と文字が未表記の人物は裏サクセスオリジナルキャラクター。太字はパーティーキャラクター。

#### 主要人物
主に野球人形のパーツ目的で遺跡のあるチャンバの街にやってきた。
- 主人公（しゅじんこう）

遺跡を探検することを仕事とする「モグラ乗り」の主人公。戦車乗りだけでなく白兵戦の技術も高い。キングダム王国の勇者の話を聞いて育った。
- オチタ【落田 太二（おちた たいじ）：『6裏』】

主人公の相棒で腕のいい整備士。これまでのサクセスと同様非戦闘員のため、戦いでは全く役に立たない。『9裏』に続き相方メガネを務めるが、『9裏』は別の世界なので『9裏』オチタとは別の存在。仲間にちょっかいを出す事も多く、ヤシャに至っては返り討ちを喰らう。

#### レッドドラゴン
大陸最大の巨大犯罪組織。繁華街で活動しており、品物を無理矢理法外な値段で買わせてお金を得ている。
歓楽街が本拠地。物語開始時の仲間はラセツとヤシャのどちらかを選ぶ事が出来る。
- 王 大人（ワン ターレン）【師匠（ししょう）：『9ミニ』】

レッドドラゴンのボス。息子がいる。不老不死の力を得るために3つの珠を手に入れようとしている。
表サクセスでは「師匠」としか呼ばれず本名不詳だったが、本作で「王 大人」という名前で登場。
- 双（そう）【双 利一（そう りいち）：『9ミニ』】

王大人に忠実な側近。早口で喋るのは相変わらずだが、今回はあまり早口で喋る機会に恵まれていない。
- ラセツ【灰原（はいばら）：『8』】

ラセツを選んだ場合は最初からいる。凄腕の護衛。主に刀を使うが、銃器も扱える。寡黙で合理主義だが、普通の子供には甘い。
- ヤシャ【大江 和那（おおえ かずな）：『10』】

ヤシャを選んだ場合は最初からいる。凄腕の護衛。槍使い。槍に対し非常に強いこだわりを持っている。
「14」のリセット座談会によると大江和那のクローンらしい。
- ソムシー（ソムシー：『5』）

元戦車兵。ヤシャに懐いている。
- 下っ端（したっぱ）【火星カンパニー社員（かせいカンパニーしゃいん）：『3』『6』】

レッドドラゴンの下っ端構成員。表サクセス同様全員同じ姿。

#### ブラックタイガー
エンジェルを崇拝するならず者集団。統制が取れておらず、他の2つの組織がいなくなるとあちこちでごろつきが好き放題するようになる。
ガラクタ山を本拠地としている。この勢力の物語開始時の仲間は1人もいない状態なので自力で仲間を探さなければならない。
- エンジェルのニセモノ【さおりちゃん人形（さおりちゃんにんぎょう）：『5』『8』/さおりちゃん：『6』/さおりちゃん2号（さおりちゃんにごう）：『6裏』】

ブラックタイガーの教祖。いわゆるブラックタイガーのボスで「どんな病も治す力を持つ」と言われているが、現在は病に侵されてしまった為にカーテンで姿を隠し、そこから影を見せるだけで人前に姿を現さず、組織もチバヤシに任せている。ところが、名前通りエンジェルの偽物で正体は等身大フィギュア。エンジェルを偽物に仕立て上げた黒幕はチバヤシで、つまりブラックタイガーの真のボスはチバヤシ。ブラックタイガー編で主人公にエンジェルが偽物だとばれてしまい、チバヤシは騙された事に怒り心頭の部下達に集団リンチを受け、そのまま組織は解散してしまう。
しかし「エンジェル様」は本当に実在し、#タケミがその正体。
『8』の姿で登場。
- チバヤシ【智林 昭雄（ちばやし あきお：『6』】

ブラックタイガーの総帥。元々はエンジェルを守るための自衛集団としてブラックタイガーを組織した。現在は病に侵されたエンジェルに代わり彼がブラックタイガーのボスになっているが、実質的に構成員の統括は副官のカミカワに任せている。
- カミカワ【上川 辰也（かみかわ たつや）：『8』】

チバヤシの副官。現在のブラックタイガーのボスのチバヤシに代わり実質的に構成員を纏めている。悪知恵だけは働く悪党。普段は強気だが、自分の身が危険になるとすぐ命乞いする。
- ハガネ【鋼 毅（はがね つよし）：『1』『3』『6』】

用心棒。強い相手と戦いたがっており、ガラクタ山をうろついた際に戦闘を仕掛けてくることがある。今までのサクセスではシリアス系キャラだったが、本作では珍しく三枚目キャラクターで登場。『4』裏サクセス『RPG風ファンタジー編』の「オオガミ」に憧れており、アルバムもオオガミとほとんど同じ内容。
- タカユキ【PX-001（ピーエックスゼロゼロワン）/たかゆき：『3』『5』『7』『8』『ダッシュ』】

ブラックタイガーにいつの間にか着いて来たロボット。主人公に懐いてしまい、しつこくついてくる。普通に人間の言葉が喋れるのだが、主人公達の前では「カカカカ」としか言わない。本作の事件終結後でも、しつこく主人公とオチタについてきて2人から厄介者扱いされた。
- ピエロ（ピエロ：『9』）

ブラックタイガーの構成員。今回の顔は素顔。自分が1番のピエロだと思っている。ホワイトベアに所属した際はブラックタイガーの襲撃部隊となっており、戦闘になることがある。
- デンシ【電視 炎斬（でんし えんざん）：『9』】

ブラックタイガーの構成員。主人公に自身の開発した計算機を披露する。たまに鼻に石炭を詰めているらしい。
- ビート【水間 美偉斗（すいま びいと）：『9』】

ブラックタイガーの構成員。教祖のことをほとんど知らない主人公にエンジェルについて詳しく教えてくれる（彼曰く「俺以外の奴に聞いてたら今頃挽き肉にされてたぞ」とのこと）。泳げないのは表サクセスと同様で、教祖のエンジェルにカナヅチを治してもらおうとしている。
- BARU（バル）【BARU（バル）：『8』】

ブラックタイガーの構成員。他のメンバーに勝手に教祖に願いを叶えてもらう順序の番号を付けている。
- ノダ【野田（のだ）：『9』】

ブラックタイガーの構成員。友達の誘いでブラックタイガーに入ったが、元々はごく普通の青年でまともな人物。ブラックタイガー解散後にガラクタ山を訪れると彼と遭遇し、自身が制作した強力なディッガーの武装をくれる。
- ごろつき

ブラックタイガーの構成員。目付きが悪く2つに分かれた鼻髭に金髪モヒカンが特徴。画面の都合で全員同じ顔。

#### ホワイトベア
ムーングロウ帝国の兵隊である独立576中隊。軍服は緑。同国は降伏宣言をしたが認めておらず、象徴として3つの球を集めようとしている。
チャンバの街の港を勝手に本拠地とし、そのせいでチャンバの街の住人は港の仕事が出来なくなった。物語開始時の仲間はゴンダだけ。
- カネヒト（ゴルトマン・シャムール：『9』『10』）

ホワイトベア将軍。ムーングロウ帝国の皇帝の一族で、ムーングロウ帝国が降伏した事を認めていない。ホワイトベアのボスだが、指揮官としては無能でやる気を失っており、部隊の指揮は全てヘルガに任せている。
表サクセスのゴルトマンとは似ても似つかない老人で表サクセスで一切見せなかった狂気に満ちた表情を見せる。
ホワイトベア編の最終日で全てに嫌気が差し天使に世界が滅亡するのを望み、その場に居た2人のホワイトベア兵士共々天使に爆死された。
- ヘルガ（ヘルガ：『6』『6裏』）

ホワイトベアのNO.2。カネヒト将軍が完全にやる気を失っている為、実質的にホワイトベアの中心人物になっている。最も行動力がある。昔は戦闘機乗りだった。
- ゴンダ【権田 正男（ごんだ まさお）：『9』】

576中隊の隊員で、ホワイトベア所属時に仲間になる兵士。ヘルガの命令で主人公達とともに行動する。所持している機関銃に銃剣がついていることを主人公に指摘される。576部隊結成時からの古参。初回コンティニュー時のアドバイス役も務める。
- アキラ【倉刈 明（くらがり あきら）：『2』『5』『7』『8』】

576中隊の隊員で、少年兵唯一の生き残り。祖国の教えに忠実に生きている。故郷では父と姉が待っており、アルバムで無事再開する。
『8』の姿で登場。
- イワノフ（イワノフ：『3』『8』）

576中隊の隊員で、階級は大尉。まじめで無口だが、芯の強い男。内心アヤカに好意を抱いている。ところが、アヤカが死亡してしまい、最後までアヤカにその想いを伝える事が無かった。
- アヤカ【浅上 綾華（あさがみ あやか）：『5』】

576中隊の隊員で、ヘルガの副官。元々は良家のお嬢様。任務終了後にヘルガと共に故郷の花を見たかったものの、死亡してしまう。
- オクノ【奥野 次郎（おくの じろう：『6』）】

576中隊の隊員で、階級は中尉。有能でヘルガからの信頼も厚い人間。現在の故郷のムーングロウ帝国とホワイトベアと戦争と軍人の現状に強い不満を抱き自由を求め、どの物語でも必ずホワイトベアを裏切る。それ故に彼の裏切りはヘルガの心を傷付けた。
- ホワイトベア兵士（ホワイトベアへいし）【BB団の兵士（ビービーだんのへいし）：『6裏』】

ホワイトベアの一般兵士で、緑の軍服を着用している。画面の都合で全員同じ顔。

#### 無所属の仲間
3つの勢力に所属しておらず、どの勢力に所属しても仲間に加えることが出来る人物。町や遺跡内で出会うことがある。
- レッドローズ【紺野 美空（こんの みそら）/レッドローズ：『8』】

遺跡を探索するモグラ乗り。遺跡にやって来た別のモグラ乗りを襲撃し、貨物を盗んでいる。遺跡内で何度も遭遇し対峙するが、最後は主人公に助けられ同行する。マスクを取ると性格が変わり、普通の女の子になる。マスクを付けた姿が男に見えた為に、主人公とオチタからは男と誤解されていた。父親もモグラ乗りをしている。
- サトミ【四路 智美（よみち さとみ）：『1』『2』『3』】

チャンバの街の外れの農場に住んでいるごく普通の少女。3つの遺跡を出現させた張本人で自分のせいで街が3つの勢力に支配されたと思いこんでいる。
- タケミ【広川 武美（ひろかわ たけみ）：『9』】

チャンバの街に住んでいる陽気なよろず修理屋。マガツの紹介で主人公と出会い、イベントを進めることで主人公の専属整備士となる。戦いは苦手だが、装甲車の修理は完璧にこなす。
ブラックタイガーに所属して彼女を仲間にしイベントを進めることでシナリオの裏側が明らかに。
- エーベル【エーベル高座（エーベルこうざ）：『8』】

ケガの治療だけでなく、バトルディッガーの修理もできるスポーツドクター。家においてきたイノシシのユキちゃんの事をいつも心配している。
- リン（リン：『8』）

元情報屋。現在は妹に止められ探偵の仕事に就くが、やっていることはたいして変わっていない。主人公と同じ場所にいるのは3回連続らしい。妹の話になるとキャラが変わる。力は強く、主人公を壁にぶつけさせるほど。街での調査が手詰まりになった事で主人公を脅し、強引に遺跡での冒険に同行することになる。
- ウタノ【蕪崎 詩乃（かぶらざき うたの）：『6』】

教会のシスター。ほとんどの家事はできるが料理の腕は良くない。黒いツヤツヤした奴が大嫌い。
- シロタ【城田 鉄幹（しろた てっかん）：『9』】

教会の神父。特技はどんな材料からでもおいしい料理を作る事。ハンマーを使う。
- トウコ【雪白 冬子（ゆきしろ とうこ）：『8』『9』】

教会にいる少女。仲間にするにはシロタをダンジョン探索時に死亡させなければならない。
なお、彼女の姿は幼少期を使用。幼少期の冬子の初登場は『9』城田鉄幹のアルバムから。

#### チャンバの街
- ジョージ・サムソン（ジョージ・サムソン：『1』）

サトミのおじさん。チャンバの街の外れで農場を経営しており、主人公が街を訪れて最初に出会う人物。サトミの両親が死亡した際にサトミを引き取り、それ以来彼女と2人暮らしをしている。
- イソダ【磯田 修一（いそだ しゅういち）：『2』『5』『7』『8』）

チャンバの街の酒場の経営者。主に酒場のイベントで登場する。
- ミズサワ【水沢（みずさわ）:『10』】

レッドドラゴンが本拠地にしているチャンバの街の歓楽街のウェイトレス。歓楽街がレッドドラゴンによって本拠地にされた為にレッドドラゴンに忠実。特にヤシャを「お姉さま」と慕いヤシャが手を叩くとすぐに来てくれる。レッドドラゴンに所属しているとヤシャのおかげで主人公とオチタに徹底的にサービスして2人を満足させる。
- マガツ【真賀津（まがつ）：『4』『10』】

市場で出会う商人。主人公のディッガーが市場で故障した際、主人公にタケミを紹介する。喋り方は表サクセスと同様。通常より安価で装備やアイテムを売りつけてくることも。
- ホンダ【本田 幸太郎（ほんだ こうたろう）：『8』】

町の住民。主に酒場のイベントで主人公の話し相手を務める。
- チャンタ【チャン太（チャンた）：『9ミニ』】

歓楽街の住民。レッドドラゴン構成員に高額で商品を売りつけられる。
ブラックタイガー編では今までチャンバの街で悪事を行って来たブラックタイガーにイソダ達共々反乱してブラックタイガーに銃撃した。
- ナミキ【並木 潤一郎（なみき じゅんいちろう）:『9』】

港で働く住民。ホワイトベアに港を乗っ取られ、港の仕事が出来ない事に不満を抱く。ホワイトベアに高額の税金を吹っ掛けられる。
- ナオ【高科 奈桜（たかしな なお）：『10』】

チャンバの街の住人。リンのイベントで端役で登場。端役の為にプロフィールと攻略本での記載無し。リンに憧れ色々教えて貰っている。
- ヒサコ【久子（ひさこ）：『10』】

チャンバの街の住人。
ブラックタイガー編では、今までチャンバの街で悪事を行ってきたブラックタイガーにイソダ達共々反乱して、ブラックタイガーのごろつきを殴り倒し彼等が見掛け倒しな事に呆れた。
- マイヤ【陸手 舞耶（りくて まいや）：『10』】

チャンバの街の住人。
- サクラバ【桜庭（さくらば）：『10』】

チャンバの街の住人。大体の場面で酷い目に遭う。
本作でも表サクセス同様野球ユニフォーム姿。
- カネオ、ギンジ、パルオ【荒井三兄弟（あらいさんきょうだい） / 荒井 金男（あらい かねお）、荒井 銀次（あらい ぎんじ）、荒井 晴男（あらい ぱるお）：『1』『2』『3』『5』『6』『7』『8』『ダッシュ』『9』『10』】

『9裏』同様主人公の乗り物の装備品とアイテムを窃盗する三つ子の小悪党として登場。相変わらず防ぐ手立てはないが、今回は人形のパーツが奪われないので被害は軽い。
- 武器商人（ぶきしょうにん）【ジャジメント工作員（ジャジメントこうさくいん）：『10』】

酒場のイベントで登場するサングラスに青髮にスーツ姿の男。店内で相方と商談中「槍では金にならない」と発言したためにヤシャに喧嘩を売られ、銃を抜いて襲い掛かる。戦闘画面での姿はレッドドラゴンの下っ端の流用。

#### ロイヤル合衆国
ムーングロウ帝国と戦争をしていた国。軍服は茶。司令官のカメダがチャンバの街と遺跡をロイヤル合衆国の物にしようと独断で部隊を動かし、チャンバの街に攻めてくる（チャンバの街にムーングロム帝国の残党がいる情報があり、それを出兵の理由とした）。ただし、これはあくまで設定上の話で、出番は本作の最終日のみ。それまで物語には一切関わらず、かつて対決していたムーングロム帝国正規軍崩れホワイトベアですら話題にならない。
最後はカメダが主人公達にいつも通り敗北した後は「ガンダーロボ」の時空間移動装置が誤動作を起こして別のフィクション世界に飛んでしまい、取り残された部下のソネムラと兵士達も、主人公達の妨害で5日毎に開くはずの遺跡の扉が開かず遺跡探索が不可能だった為に、チャンバの街をあっさり引き上げていった。
- カメダ【亀田 光夫（かめだ みつお）/ハイパー亀田（ハイパーかめだ）：『1』『2』『3』『5』】

本作の仮の最終ボス。フィクション世界を舞台にした裏サクセスで皆勤賞を果たす人物。今回はロイヤル合衆国の将軍で登場。ソネムラからは「カメダ司令官」と呼ばれる。全ての勢力がいなくなった後、三つの球を狙って町を襲撃する。
例によって最終日にガンダーロボで主人公と戦うも敗北し、ろくに悪さもできずに時空転移装置によって別次元へ飛んでしまう。
- ソネムラ【曽根村（そねむら）：『2』】

ロイヤル合衆国の軍人。カメダとロイヤル合衆国兵士共々チャンバの街に攻めて来る。
結果的に主人公達の妨害で5日毎に開く筈の遺跡の扉が開かず遺跡探索が不可能になった為に「責任はすべてカメダ司令官の暴走にあるわけですから」と吐き捨て、チャンバの街をあっさり引き上げて行った。
カメダがチャンバの街にムーングロム帝国の残党がチャンバの街にいる事を口実に独断で部隊を動かしたり、カメダ自ら主人公達を倒す事に心配する等、カメダをあまり信用してなかった模様。
- ロイヤル合衆国兵士（ロイヤルがっしゅうこくへいし）【BB団の兵士（ビービーだんのへいし）：『6裏』】

合衆国の一般兵士で、茶色の軍服を着用。ベースはホワイトベア兵士と同様BB団の兵士だが、ホワイトベア兵士と区別する為に眉毛が少し太く髭が繋がっている他、ヘルメットに柄がついている。

#### その他
- チャン（チャン：『3』『10』）

遺跡内で商売をする謎の男。遺跡内だけでなく、市場のイベントでも登場する。高額ではあるが探索に必要なアイテムを売ってくれたり、経験値を多く獲得できるモンスター「幸せオタマ」と有償で戦わせてくれる。
- 天使（てんし）

伝説で語り継がれる存在。性別は女。
遺跡の中に眠る「3つの珠」を全て入手した人の前に登場して願いを叶えると言われる。
実はその正体は2万年前に人類が滅亡の危機を迎えた際に地球の管理を引き受けた存在。本作の真の最終ボス。その使命は文明の高度化の果てにある人類の自滅を防ぐ為に地球人類の文明のレベルを防ぐ為にある。普段はプログラムに従い遺跡の管理を実行するが、人類が欲望の許に「3つの珠」を持ち出すと活動開始して地球上全ての文明を破壊する事で石器時代まで遂行させる。
遺跡のモンスターと機械と生物全て統括する立場で定義上は彼女もモンスターに含まれる。科学技術と魔術の集大成で大気中のマナを取り込む事で半永久的に活動し続ける。
複数あるいは多数の個体が存在して人格や外見にも個体差がある。基本的に1つの遺跡に1匹が存在している模様。ただし機能不全に陥った個体や天使や3つの珠の存在が確認出来ない遺跡の存在も確認出来ており、実態が謎に包まれている。
表サクセスのハームレスの数万年後の姿だと判明したが、世界の破滅を画策した天使が人類存続の為に活動するようになった経緯が謎に包まれている。
物語での活躍は主人公が所属した組織で変わるが、強い欲を持つ人に3つの珠が渡った際に降臨。
チャンバの街の遺跡の天使は『パワプロクンポケット』シリーズのキャラクターにもかかわらず鼻と口と耳があり、茶色い肌と茶髪の女で背中に白翼と無数の触手の足の姿。職務には忠実だが、伝説を信じた人間の願いを叶えるふりをして一通り弄び然る後に殺害を好む残虐な性格。
レッドドラゴン編では仲間にしなかったラセツかヤシャに降臨。ラセツではヤシャとの戦闘で重傷を負い主人公が落とした3つの珠の前を通り掛かりラセツの前に降臨。「…死者はよみがえらせられるか？5年前に死んだ女だが。」と質問されたが、「残念ですが、私の力ではどうにもなりません」と答え、ラセツがもうじき死ぬにもかかわらずラセツが重傷を放置した事に不思議に思うが、ラセツはそのまま死亡。その後は死亡したラセツを爆発させた。ヤシャではラセツとの戦闘で重症を負い主人公が落とした3つの珠の前を通り掛かりヤシャの前に降臨。ヤシャから「あかん…死にたくない。私を助けてくれ。」と願われたが、ラセツ同様の返答をして天使はヤシャがもうじき死ぬ事に喜びヤシャはどんな願い事も叶えてくれる筈の天使に驚愕。「安心してください。一人で死ぬのはさびしいでしょう？大勢一緒にころしてあげます。」と言いヤシャを爆死させた。
ブラックタイガー編ではチバヤシに降臨して自分が仲間を裏切ったにもかかわらず仲間に裏切られた事が理解出来ず彷徨っていたチバヤシが主人公が落とした3つの珠の場所に流れ着き、チバヤシに天使が降臨。チバヤシは自分の強運に喜び願い事を3つにするように願い、天使はその願いをあっさり承諾。願い事をあっさり承諾した事に少し驚いたチバヤシだったが、自分が願い事に手加減した事に気付き次の願いを1000に増やすように願う。その願いもあっさり承諾した事にチバヤシは驚愕。そして、願いを2つも叶えた事から自分の仕事を実行しようとした際にチバヤシから「仕事というのは願いをかなえてくれることじゃないのか」という質問に対し「人類の進みすぎた文明を破壊すること。それが私たちの使命です。」と自分の本来の使命を明かし、その事に驚愕したチバヤシは、天使にその使命を無効にするように願ったが、目障りに感じた天使はチバヤシを爆死させた。
ホワイトベア編ではブラックタイガーの襲撃から逃れていたカネヒトがホワイトベア兵士2人に保護され、ロイヤル合衆国軍から逃げる為にホワイトベア兵士2人の導きで避難してた際に主人公が落とした3つの珠の場所に流れ着き、カネヒトとホワイトベア兵士2人に降臨。カネヒトは天使に願いを叶えようとその事に喜ぶホワイトベア兵士2人は祖国が救われると思ったが、カネヒトの願いが「世界を滅ぼす」事に驚愕。その動機が惨めにも負けた帝国も皇帝の血筋も救国も沢山に成り、老人な事から自分の余命も長くないと思い、自暴自棄に成り何もかも滅べば良いと考えた事が原因で、人類の進み過ぎた文明を破壊する事が使命の天使に取って、「すばらしい！」とその願いに喜び手始めにカネヒトとホワイトベア兵士2人を爆死させた。

## 収録選手
選手名および球団名は2007年9月中旬当時のデータを搭載したものである。

## スタッフ
- 企画 - パワポケチーム
- サクセス ストーリー進行 - 西川直樹
- ストーリー作成 - パワポケチーム
- プログラム - 岩碕一男、西川直樹、三浦陵介、山本拓、博多幸博
- グラフィック - 藤岡謙治、萩原千香子、大木賢二、島津豪、西村正竜
- サウンド - 荒木茂（サウンドプロデューサー）、大久保悟、北川保昌、広野智章、木村雅彦、白山貴史
- 実況 - 堀江良信
- 場内アナウンス - 吉川朋江(セイ)
- 収録スタジオ - （株）サウンズ・ユー、（株）セイ
- マニュアルデザイン　パッケージなど - 村上幸秀（パッケージ＆ソフトウェアマニュアルデザイン）、今西善之（パッケージCGデザイン）
- プロモーション - 松村謙（戦略）、小津貴央（広報）、伊藤真喜子（販促）、山本竜彦（WEB）、横山浩基（WEB）、福田絵里（広報）、飯田一紀（宣伝）、木口沙都子（広報）
- ライセンス - 荒木茂
- 販売 - ゲームソフト営業部のみなさん
- 選手データ作成スタッフ - パワプロプロダクション選手データ班
- ありがとう スペシャルサンクス - 中道誠、東出太一、平端美華代、このゲームをあそんでくれたみんな
- パワプロプロダクション - 上原和彦
- パワプロクンポケット10　責任者 - 藤岡謙治
- (C)2007 Konami Digital Entertainment Co., Ltd.
- KONAMI